# Economia de Salomó
L'economia de Salomó depèn de l'agricultura, la pesca, i la silvicultura per al seu sosteniment. La majoria dels productes manufacturats i el petroli s'han d'importar. Les illes són riques en matèries primeres minerals tals com plom, zinc, níquel, i or.

## Història
Fins al 1998, quan els preus mundials de la fusta tropical van caure bruscament, la fusta va ser el principal producte d'exportació de les Illes Salomó. En els darrers anys, els boscos de les illes Salomó han estat perillosament sobreexplotats.
Les Illes Salomó van ser especialment afectades per la crisi financera asiàtica fins i tot abans de la violència ètnica del juny del 2000. El Banc Asiàtic de Desenvolupament estima que la caiguda del mercat de la fusta tropical va reduir el PIB de les Illes Salomó entre un 15% i un 25%. Es van perdre aproximadament la meitat de tots els llocs de treball a la indústria de la fusta. El govern va dir que reformarà les polítiques de recol·lecció de fusta amb l'objectiu de reprendre l'explotació forestal d'una manera més sostenible.
Arran de la violència ètnica del juny de 2000, les exportacions d'oli de palma i d'or van cessar, mentre que les exportacions de fusta van caure.

## Turisme
El 2017, les Illes Salomó van ser un dels països menys visitats del món, amb només 26.000 turistes. Els ingressos turístics el 2016 i el 2017 van ser d'uns 1,6 milions de dòlars internacionals. El turisme és una indústria de serveis potencialment important, però el creixement es veu obstaculitzat per la manca d'infraestructures, les limitacions del transport i els problemes de seguretat. El busseig i la història de la Segona Guerra Mundial són dues atraccions turístiques principals.